# Высшая партийная школа имени Карла Маркса
Высшая партийная школа имени Карла Маркса (нем. Parteihochschule „Karl Marx“, сокр. PHS) — высшая школа при ЦК СЕПГ в ГДР. Основана в 1946 году. Образовательная деятельность прекращена 30 июня 1990 года.
Высшая партийная школа имени Карла Маркса — высшее образовательное учреждение СЕПГ, в её подчинении находились окружные и районные партийные школы. Аналогичное образование предлагала также Высшая партийная школа КПСС в Москве.

## История
В первые годы существования, в 1946—1947 годах учебный курс длился шесть месяцев. С 1947 года был введён курс общей политической и идеологической подготовки продолжительностью в два года для молодых членов СЕПГ. Старшие и более влиятельные партийные деятели, готовившиеся к новым сферам работы, учились полгода. Три четверти слушателей Высшей партийной школы набирались из Советской зоны оккупации Германии, впоследствии ГДР, остальные — из западных зон оккупации, при этом они зачастую проходили подготовку под вымышленными именами. В более поздний период производственные и территориальные партийные организации делегировали своих членов на обучение в течение одного или трёх лет. По окончании обучения слушателям выдавался диплом преподавателя общественных наук.
Первоначально Высшая партийная школа находилась в подчинении отдела агитации и пропаганды при ЦК СЕПГ, с 1983 года находилась в ведении секретаря Политбюро по культуре Курта Хагера, считавшегося после смещения Вальтера Ульбрихта и прихода к власти Эриха Хонеккера главным идеологом ГДР. Хагер сам также преподавал в Высшей партийной школе. Сначала Высшая партийная школа находилась в Либенвальде, с 1948 года — в Хакебурге, загородном доме в Клайнмахнове, а с 1955 года — в берлинском районе Митте на улице Рунгештрассе, в Доме у Кёльнского парка. В 1980 году некоторые кафедры были выведены в Клайнмахнов.
Цель, поставленная перед Высшей партийной школой имени Карла Маркса, состояла в подготовке квалифицированных кадров, теоретической научно-исследовательской работе и создании учебных и других материалов в соответствии с указаниями Центрального секретариата. Высшая партийная школа являлась официальным государственным вузом, зарегистрированном в реестре высших учебных заведений ГДР, и с 1954 года имела право присуждать научные степени. Образование в Высшей партийной школе имени Карла Маркса получили около 25 тыс. членов СЕПГ, кроме того, в основанном в 1967 году Институте Тельмана для иностранных слушателей прошли подготовку около 2000 человек из дружественных партий и левых организаций, представлявших 67 стран. После политических перемен в ГДР летом 1990 года Высшая партийная школа была ликвидирована, в результате ликвидации было уволено 150 профессоров, доцентов и ассистентов и около 300 других сотрудников.

## Кафедры
- Кафедра истории КПСС
- Кафедра политэкономии социализма
- Кафедра политэкономии капитализма
- Кафедра учения марксистско-ленинской партии, партийной жизни и партийного строительства
- Кафедра промышленного хозяйствования
- Кафедра аграрной политики и аграрной экономики
- Кафедра культурной политики СЕПГ

## Ректоры
- 1946—1947 — Вилли Кропп и Карл Бозе
- 1947—1950 — Рудольф Линдау и Пауль Ленцнер
- 1950—1983 — Ханна Вольф
- 1983—1989 — Курт Тидке
- 1989—1990 — Гёц Дикман